# Auberville-la-Campagne
Auberville-la-Campagne era una comuna francesa situada en el departamento de Sena Marítimo, de la región de Normandía, que el 1 de enero de 2016 pasó a ser una comuna delegada de la comuna nueva de Port-Jérôme-sur-Seine al fusionarse con las comunas de Notre-Dame-de-Gravenchon, Touffreville-la-Cable y Triquerville.

## Demografía
| Gráfica de evolución demográfica de Auberville-la-Campagne entre 1800 y 2013 |
|                                                                              |

Los datos demográficos contemplados en este gráfico de la comuna de Auberville-la-Campagne se han cogido de 1800 a 1999 de la página francesa EHESS/Cassini, y los demás datos de la página del INSEE.